# Plasma (KDE)
Plasma（プラズマ）は、Wayland又はX Window System上で動作するデスクトップ環境である。GNOMEと並んで、多くのLinuxとUNIX利用者によって使われており、ツールキットにはQtを採用している。
KDE Software Compilation 4 (KDE SC 4) 以前のバージョンにおけるKDesktopシェル、KickerタスクバーやSuperKarambaウィジェットエンジンから、一つの統一されたワークスペースに置き換えるという、KDE SC 4へのメジャーバージョンアップに伴う大きな変更の一つであった。その他に、画面の解像度に依らないインターフェイスを導入し、どの画面の大きさや解像度であってもデスクトップの表示を理想的なものにすること、などの目的を持って設計されている。
PlasmaのアプレットはPlasmoidと呼ばれ、情報の表示を行うウィジェットや電卓、辞書のようなアプリケーションなどがある。
Plasmaの重要な機能の一つには、タスクバーのようなパネル、デスクトップアイコンやウィジェットは同じ方法で作成されるようになるため、それらをもはや区別しないということが挙げられる。
Plasmaにおいて、各コンポーネントは「データエンジン」とコンポーネントの表示を担当する部分に分けられる。これによって、与えられたデータを表示しようとする際に必要なプログラミングの労力を削減することや、データエンジンとビジュアル面のコードを独立して容易に記述できるようにすることが意図されている。KDE 4の後期にKmenuを置き換えるRaptorは、Plasmaを積極的に利用することが見込まれていたが、実装は不安定でα段階に留まり、KDE公式のメニュー置き換えとして採用されるには至らず、"devbuild"/"pre‑alpha"扱いであった。Plasmaの最新版であるPlasma 6も、Kickoff、Classic Menu、KRunnerが標準的な起動手段である。

## 特徴
- インタフェースは、Microsoft Windowsなどからの影響が見られ、デフォルトで画面下部に配置されるパネルには、タスクバー、アプリケーションランチャ、システムトレイ、ページャ（仮想デスクトップ）、システムトレイなどを備える。freedesktop.orgを通じて、GNOMEやXfceなどの他のデスクトップ環境との操作体系の互換性も確保されている。
- KDE PIMモジュールなどで各アプリケーション間の連携が優れているほか、KDEの多くのアプリケーションと共通性のある操作方法を持ち、多くの設定も一元的に管理できることから統合的な環境として利用できる。
- KDEにより提供されるアプリケーションは、GUIツールキットにQtを採用しており、PlasmaでもQtが採用されている。

### KDE4について

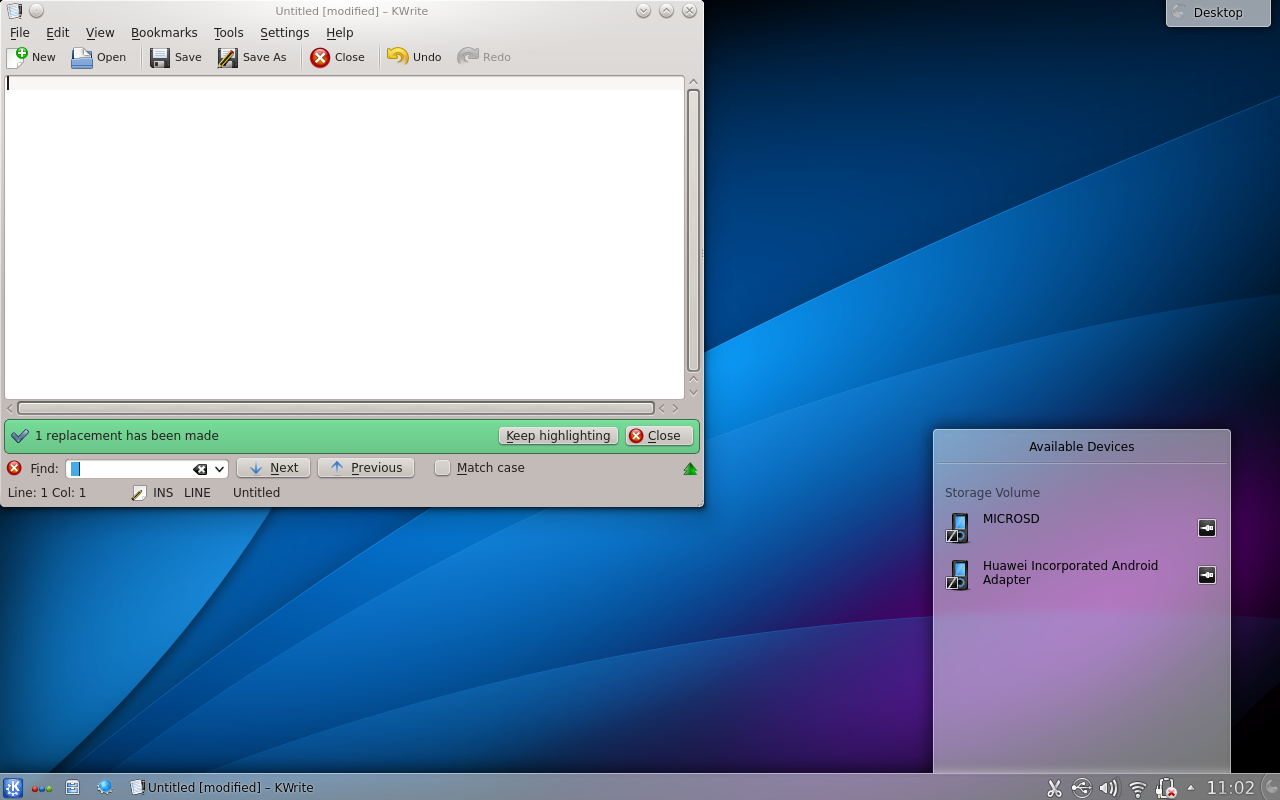
Plasma 4.10

2008年からリリースされていたバージョンで、すでに安定版(4.1.x以降)がリリースされた。最大の変更はこれまで別種のアプリケーションとして提供されていたルートウィンドウ(KDesktop)、パネル(Kicker)、ウィジェットエンジン(SuperKaramba)をPlasmaに統合したことである。これによって操作感が刷新されたほか、古いウィンドウマネージャとの互換性を高めた。ファイルマネージャには、KDE4よりKonquerorに替わりDolphinが採用された（Konquerorも利用できる）。そのほか、ハードウェアとの関係が強化され、マルチメディアフレームワークのPhononにより洗練されたマルチメディア環境が整えられた。

### KDE Plasma 5について

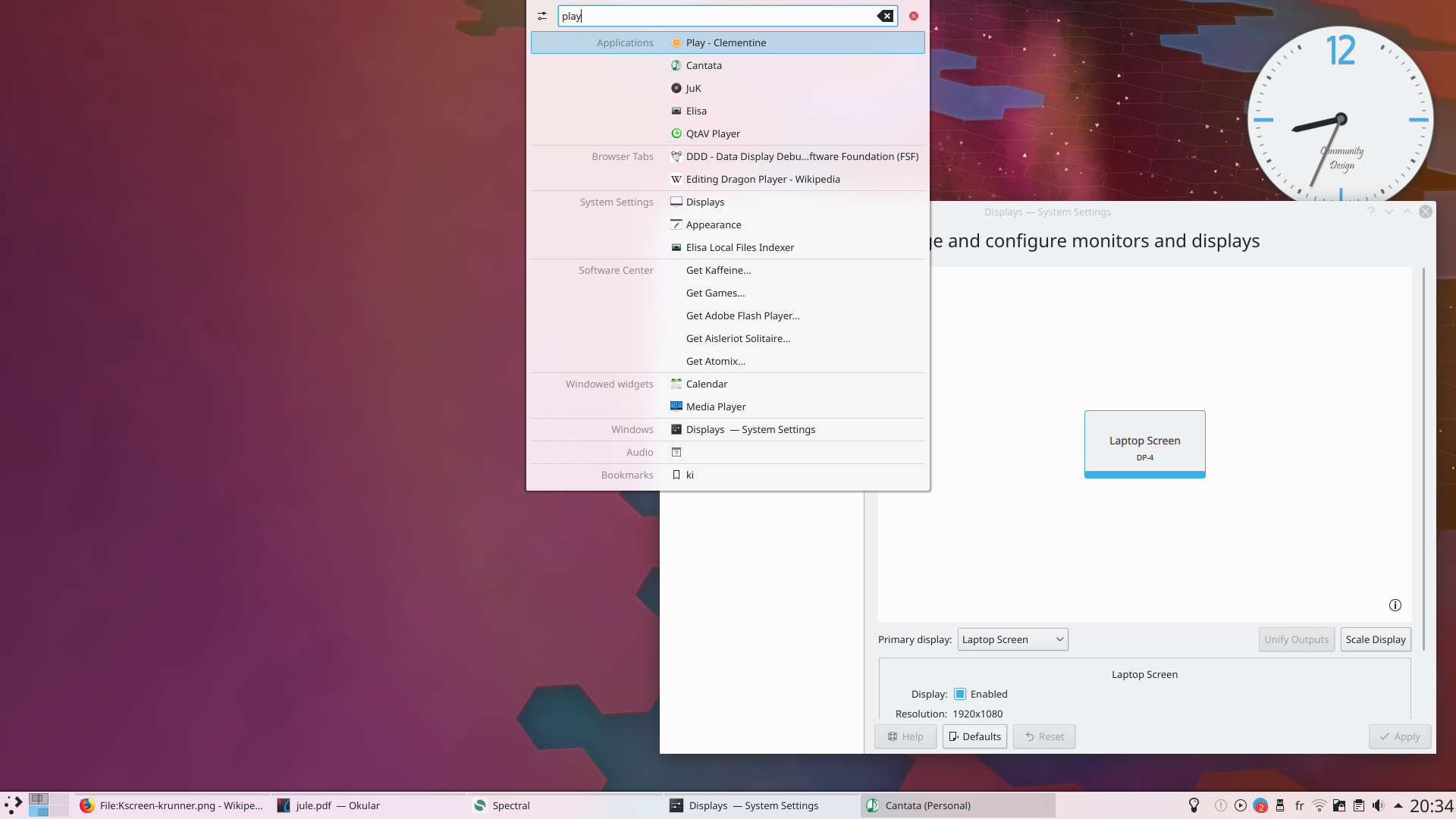
Plasma 5のアプリケーションランチャー、KRunner

KDE Plasma 5は、2014年7月からリリースされている第5世代のバージョンで、Qt 5とKDE Frameworks 5を採用している。また、モバイルオペレーティングシステムとしてPlasma Mobileが開発中である。

### KDE Plasma 6について

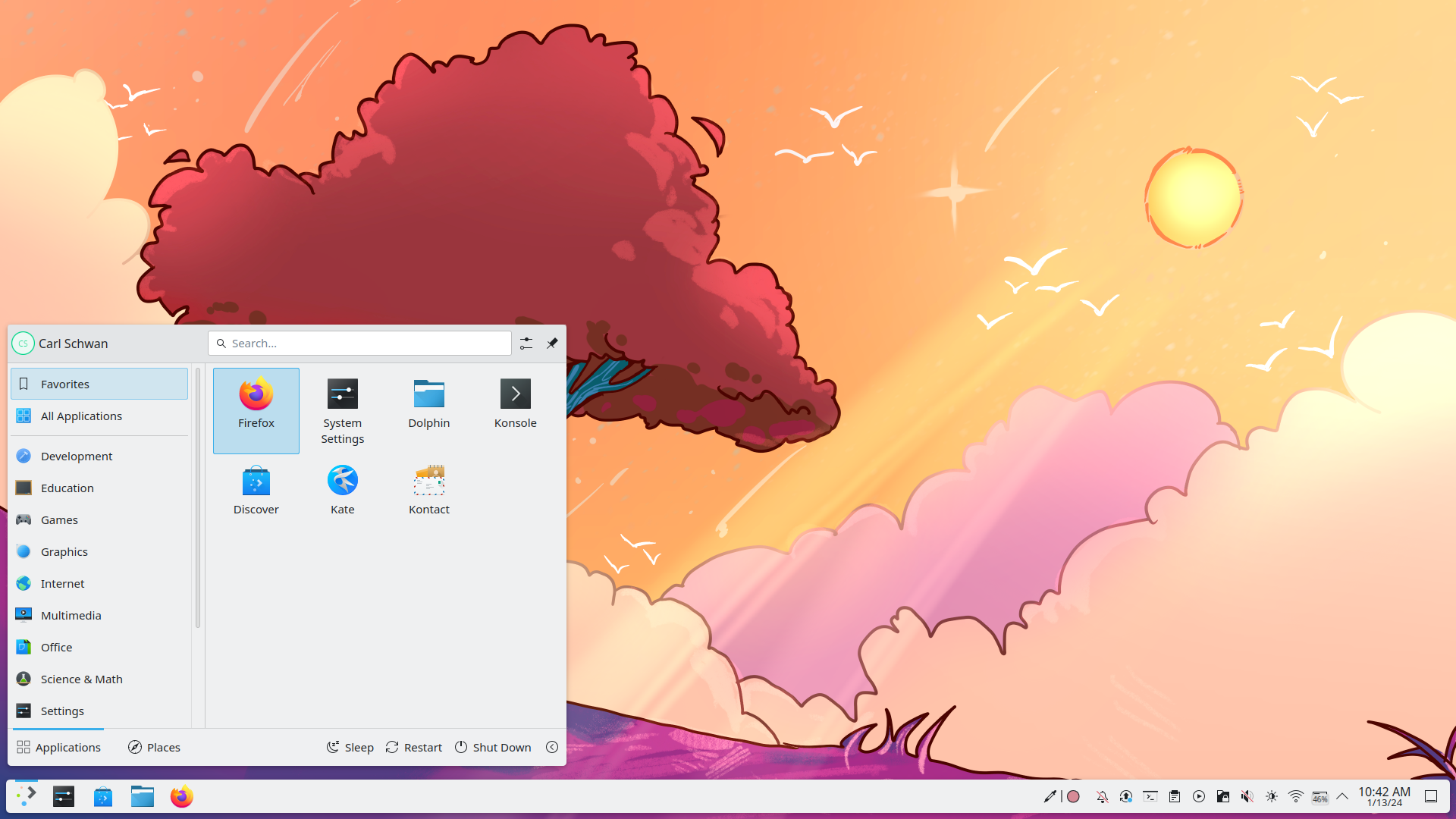
Plasma 6.0

KDE Plasma 6は、2024年2月からリリースされている第6世代及び現行のバージョンで、Qt 6とKDE Frameworks 6を採用している。デフォルトのディスプレイサーバにWaylandを採用しており（X11も選択可能)、High Dynamic Range（HDR）のイニシャルサポート、色覚異常補正フィルタ、フローティングパネルのデフォルトサポート、フレームレスなアプリケーション表示などルック＆フィールが大きく変更された。またモバイルバージョンのアップデートや新規アプリケーション（グループウェア、旅行、スクリーンショット、チャット、YouTubeクライアントなど）の追加、検索（Plasma Search）のパフォーマンス改善のほか、削除されていたキューブエフェクト（Desktop Cube）も復活している。⁠

## 機能
Plasmaは「コンテナ」と呼ばれる「他のアプレットを含むアプレット」を扱うことができる。コンテナの例にはデスクトップの背景とタスクバーを挙げられる。コンテナは画像やSVG、動画、OpenGLなど開発者が任意に構成できる。コンテナには主に画像が用いられるが、ユーザーはどのアプレットでもその機能を損なうことなくデスクトップの背景に指定することが可能。
また、アプレットはデスクトップとタスクバー（すなわち、2つの異なるコンテナ）間でドラッグして移動することが可能であり、タスクバーと分割して表示することができる。
Plasmaのウィジェットはスケーラブルであるため、どんなサイズへの変更や回転もわずかな時間で再描画できる。また、Krossスクリプティング・フレームワークが導入されるため、開発者はウィジェットをC++以外のプログラミング言語でも記述できるようになると見られている。また、ウィジェットは自身のサイズを認識できるので、それに合わせた情報量を表示できる。
Plasmaは他のウィジェットもサポートする。SuperKaramba（KDE 3シリーズで使われていたウィジェットエンジン）は既にサポートされており、macOSに搭載されているDashboardや、OperaブラウザウィジェットはKDE 4の以降のリリースでサポートされることが予想されている。

## バージョン履歴

### KDE 4
| バージョン       | リリース日     | おもな新機能と変更点 |
| ---------------- | -------------- | --- |
| 4.0              | 2008年1月11日  | Qt4ベースに移行 新テーマ(Oxygen)、Plasma、Phonon、Solid、Akonadiなどの新しいコアテクノロジ Dolphin、Okularなどによる一部アプリケーションの置き換え |
| 4.1              | 2008年7月29日  | Dragon Player、KDE PIMモジュールなどの新アプリケーション いくつかのアプリケーションが、WindowsやMac OS Xに対応 |
| 4.2              | 2009年1月27日  | KDE FrameworksなどPlasmaの改良 電源管理機能の追加 プリンター設定システムの改善 |
| 4.3              | 2009年8月4日   | PolicyKitへのフロントエンドの提供 多数のPlasmaウィジットの追加 ソーシャルネットワークのサポート強化 |
| 4.4              | 2010年2月9日   | KDE PIMの改善 Plasmaのネットブック向けインターフェイスの提供 |
| 4.5              | 2010年8月10日  | KonquerorのWebkitへの対応 アプリキャッシュ機能の搭載 |
| 4.6              | 2011年1月26日  | |
| 4.7              | 2011年7月27日  | |
| 4.8              | 2012年1月25日  | Dolphin と Gwenview のレンダリングを改善し、表示を高速化。 全体的なパフォーマンスの改善と安定性の向上。 電源管理設定の充実 |
| 4.9              | 2012年8月1日   | Dolphin に新機能を多数追加。 全体的なパフォーマンスの改善と安定性の向上。 |
| 4.10             | 2013年2月6日   | デザインや操作の一貫性や安定性が向上。 KWin にGet Hot New Stuff（GHNS）アプローチを統合。 |
| 4.11             | 2013年8月14日  | Plasma Workspaces、Dolphinのパフォーマンスの向上。 PIM stackの大規模な改善により、Python、JavaScript開発者の生産性を向上。 |
| 4.12             | 2013年12月18日 | PIM stackのパフォーマンスの向上。 多数のマイナー最適化、バグフィックス。 |
| 4.13             | 2014年4月16日  | Kontact、Okular、他に多数のアプリケーションに新機能。 多数のマイナー最適化、バグフィックス。 |
| 4.14             | 2014年8月20日  | Cantor (ソフトウェア)、Kanagram、Okular、Kate、Umbrello UML モデラー、Dolphin、Marble、他に多数のアプリケーションに新機能。 多数のマイナー最適化、バグフィックス。 このバージョンをもってPlasma WorkspacesとKDE Development Platformを凍結、開発の焦点をPlasma5、フレームワーク5へ移行する旨が発表された。 |
| 凡例サポート終了 |                | |

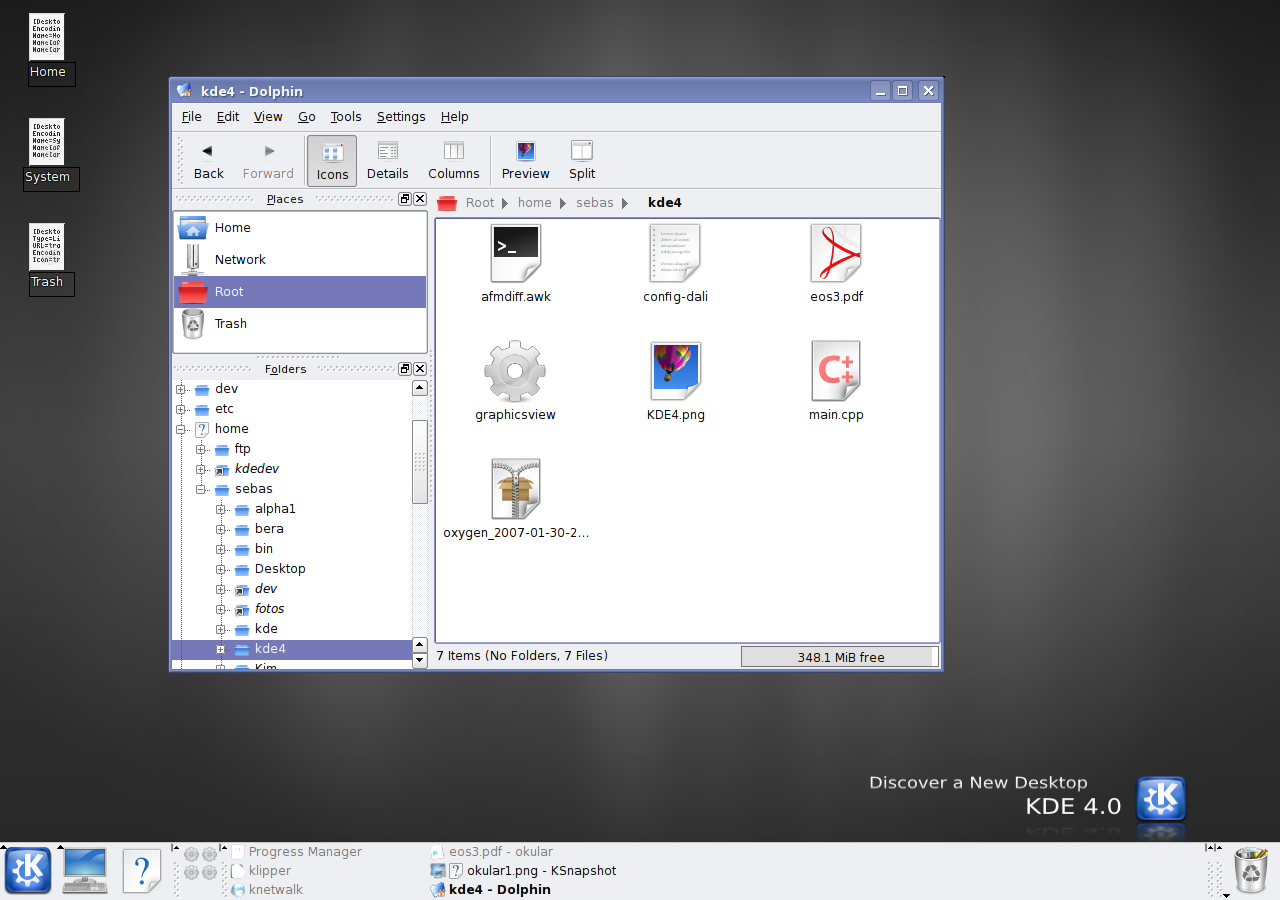
KDE 4.0 Alpha 1
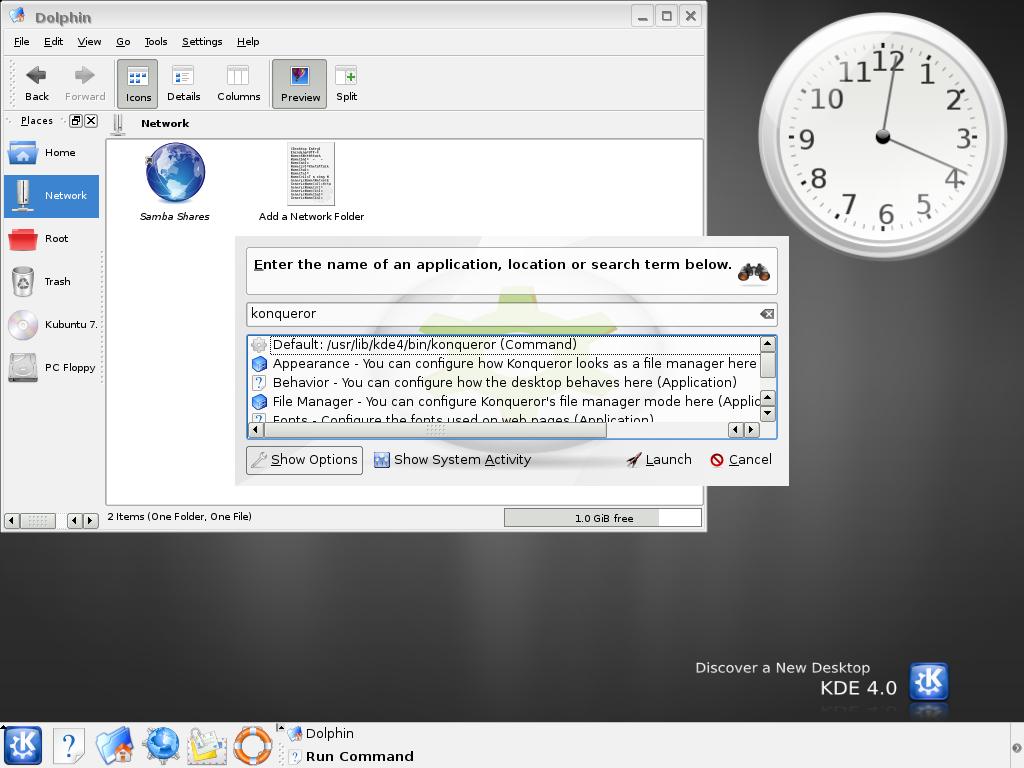
KDE 4.0 Beta 1
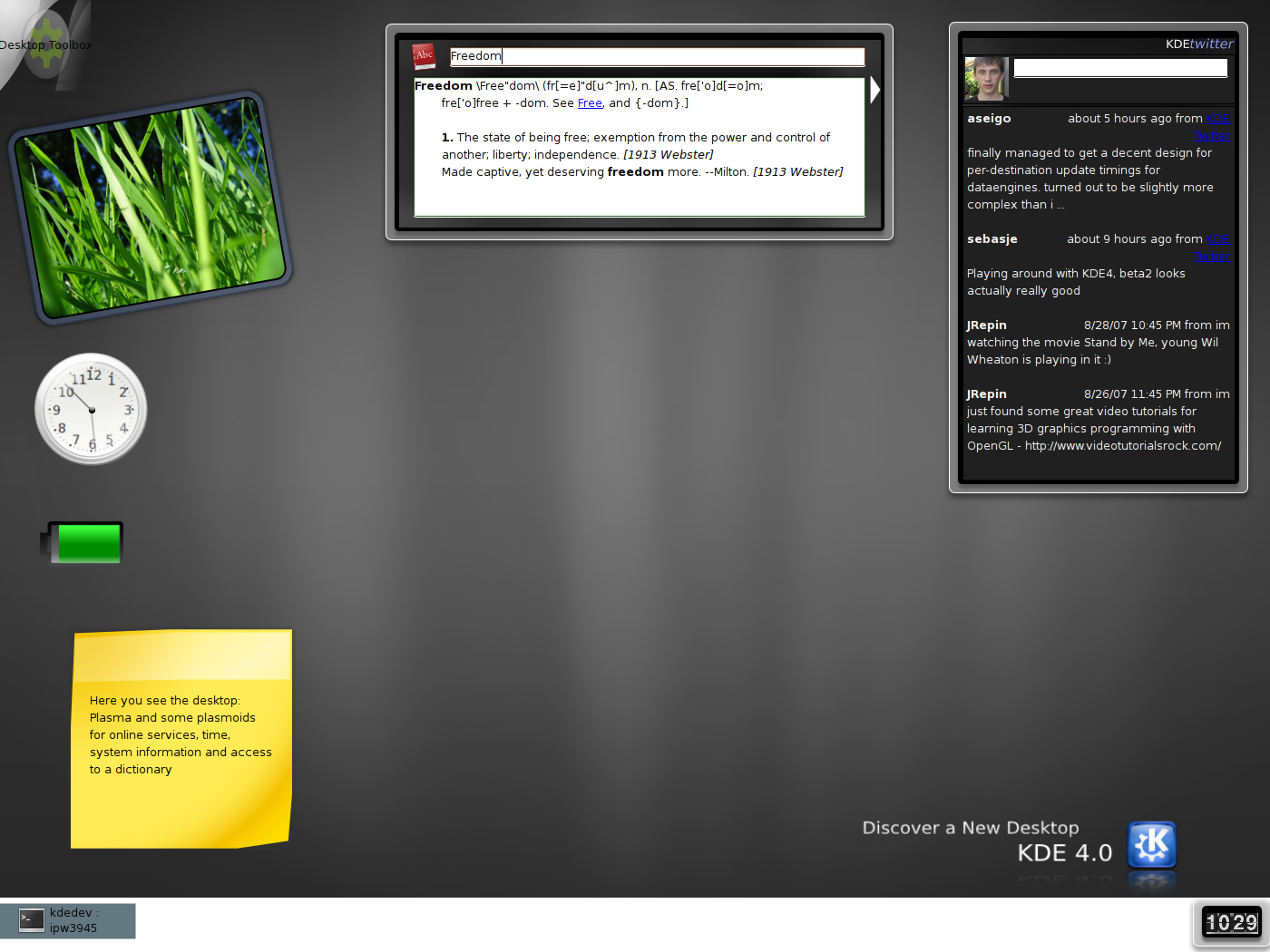
KDE 4.0 Beta 2
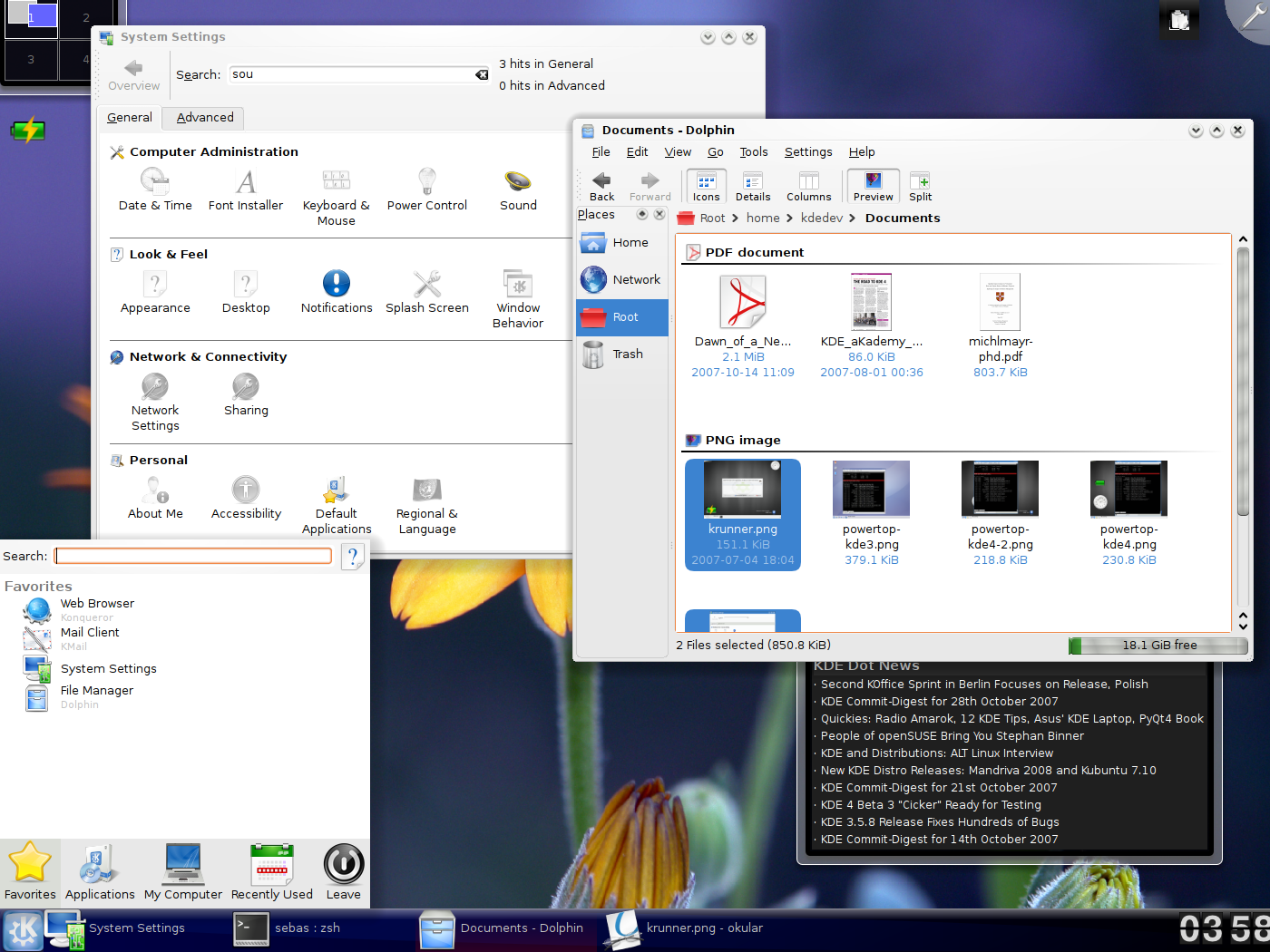
KDE 4.0 Beta 4
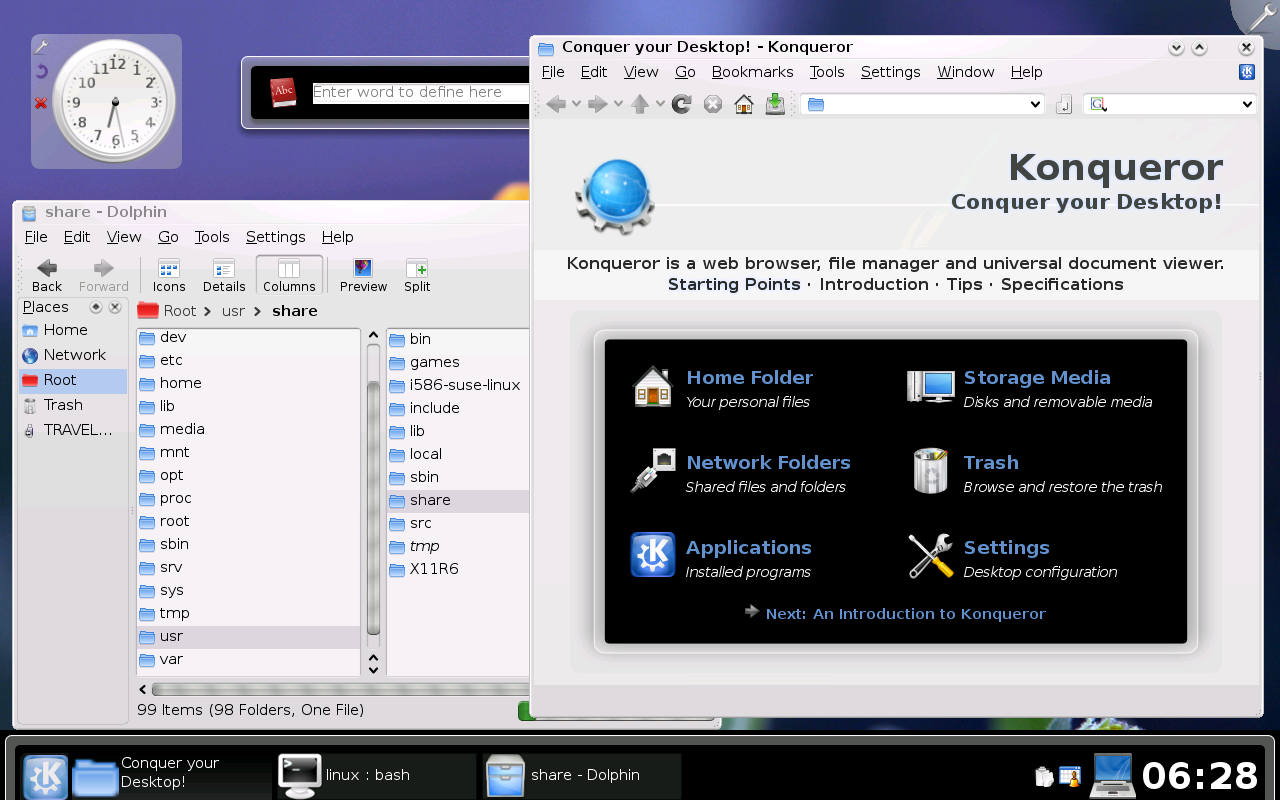
KDE 4.0 RC2
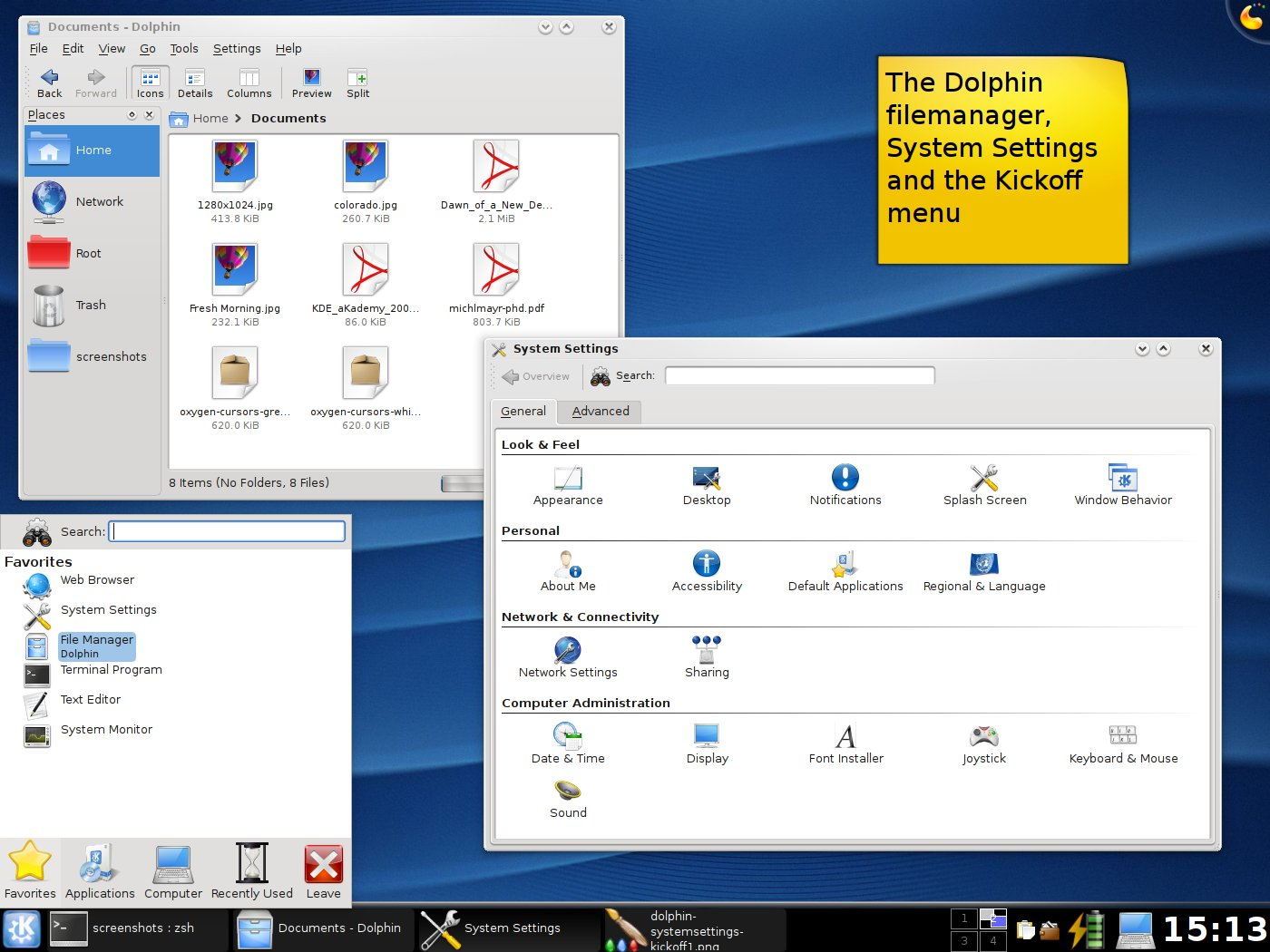
KDE 4.0
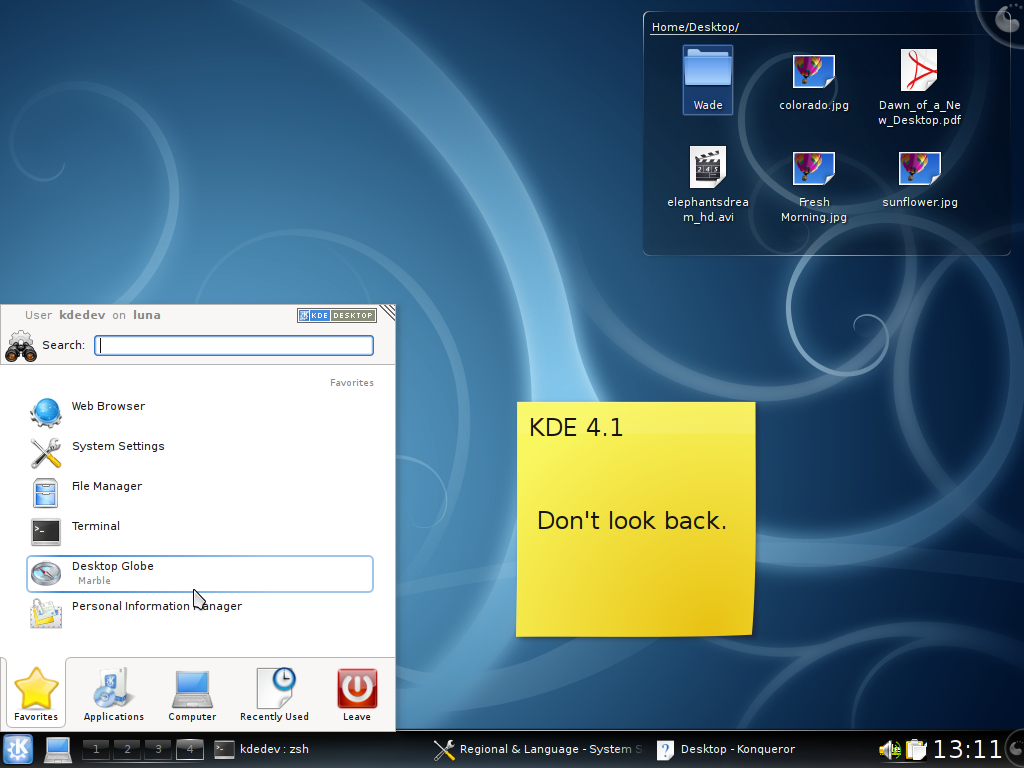
KDE 4.1
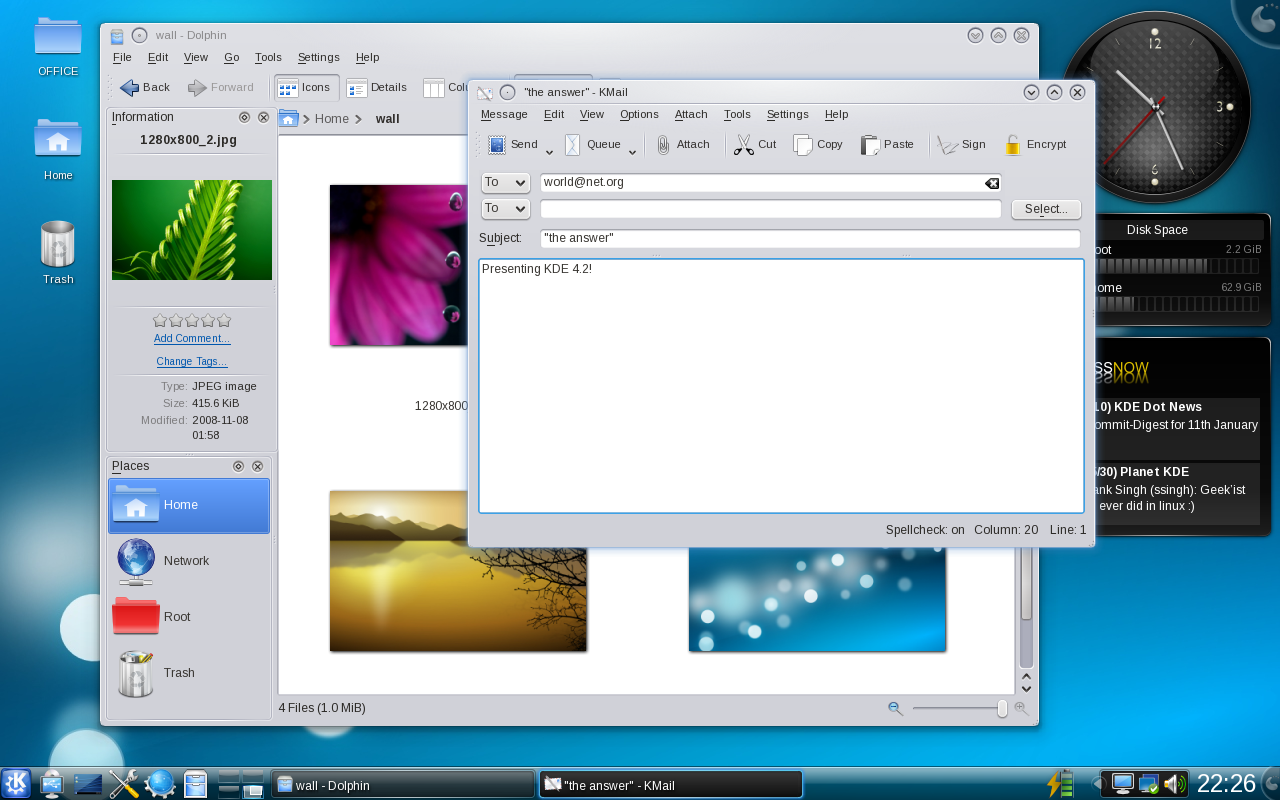
KDE 4.2
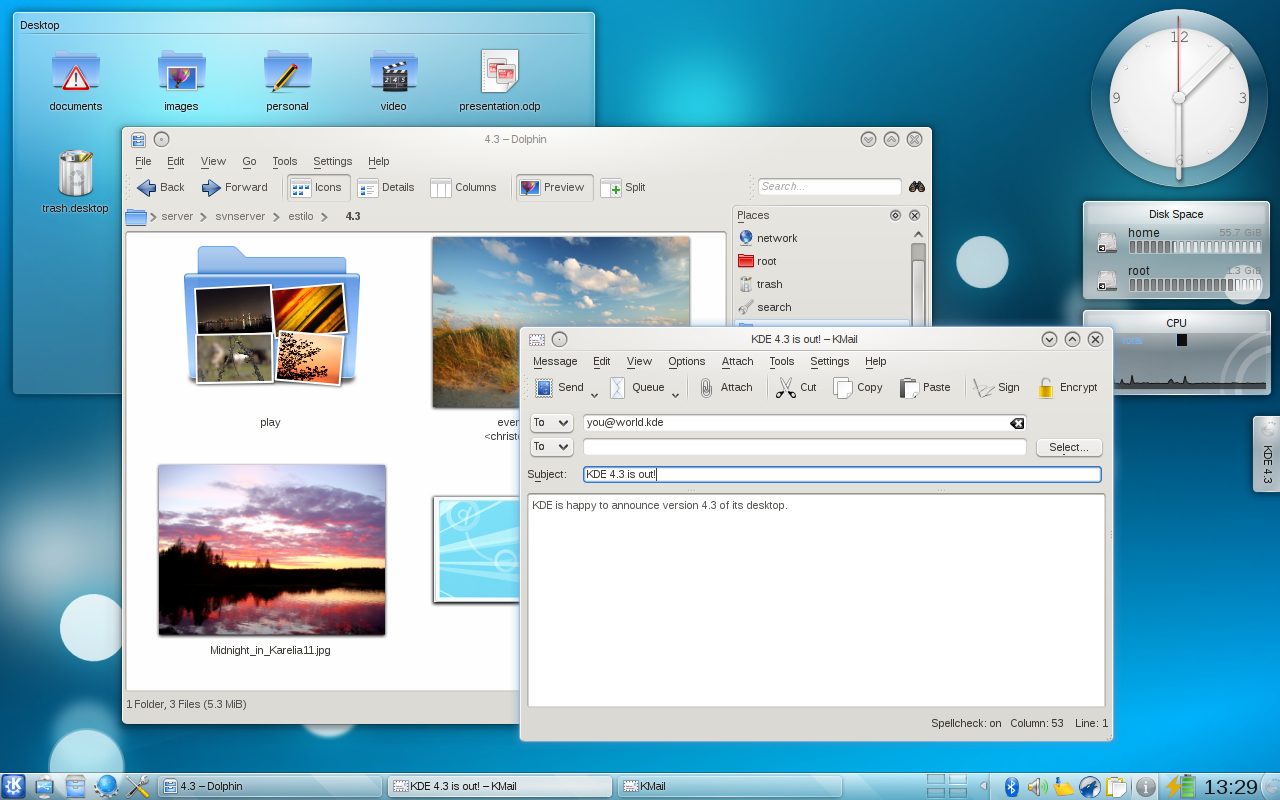
KDE 4.3
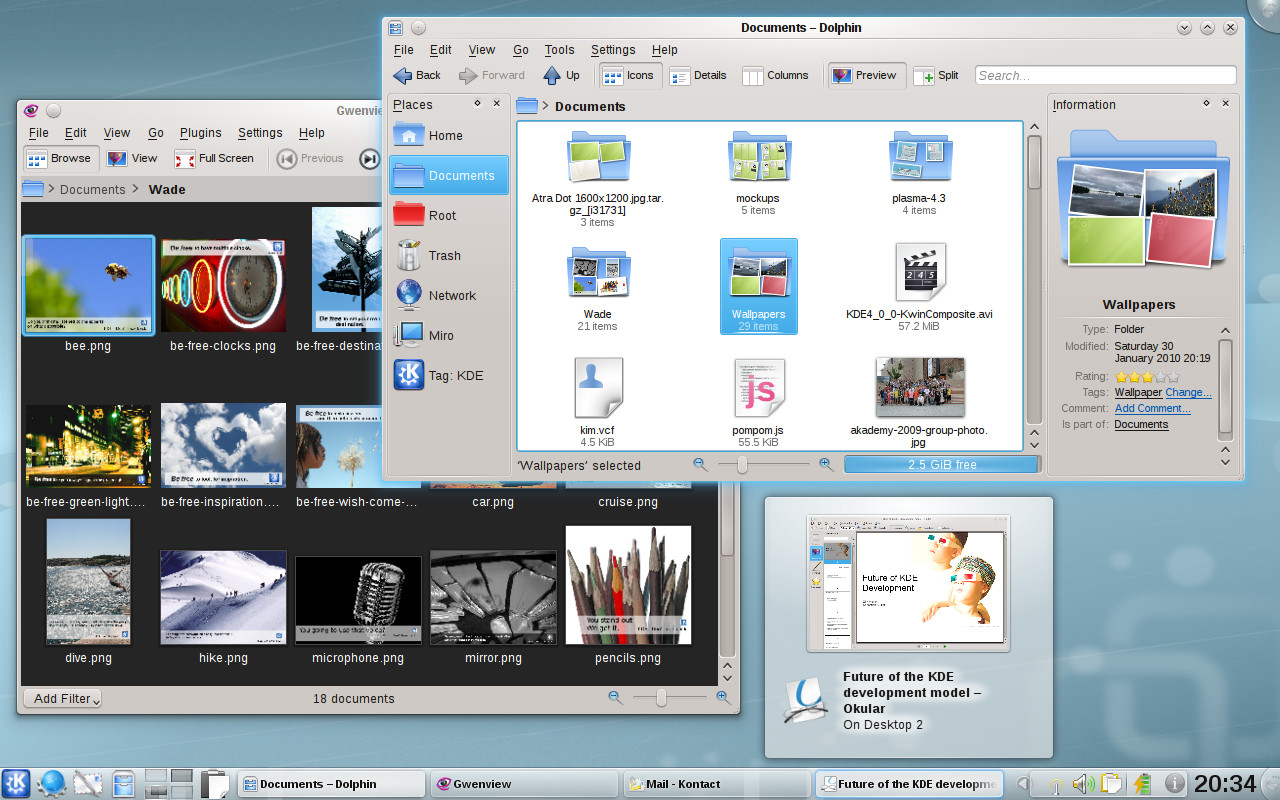
KDE SC 4.4
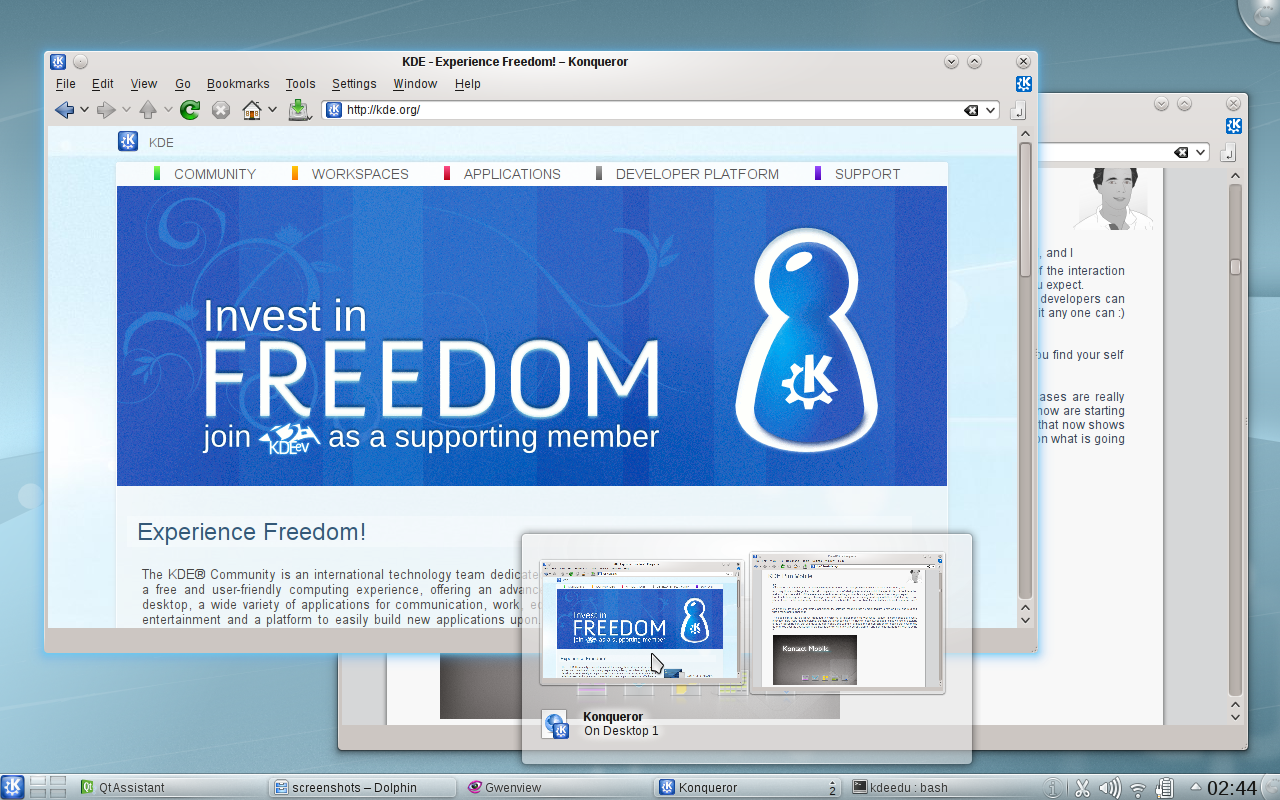
KDE SC 4.5
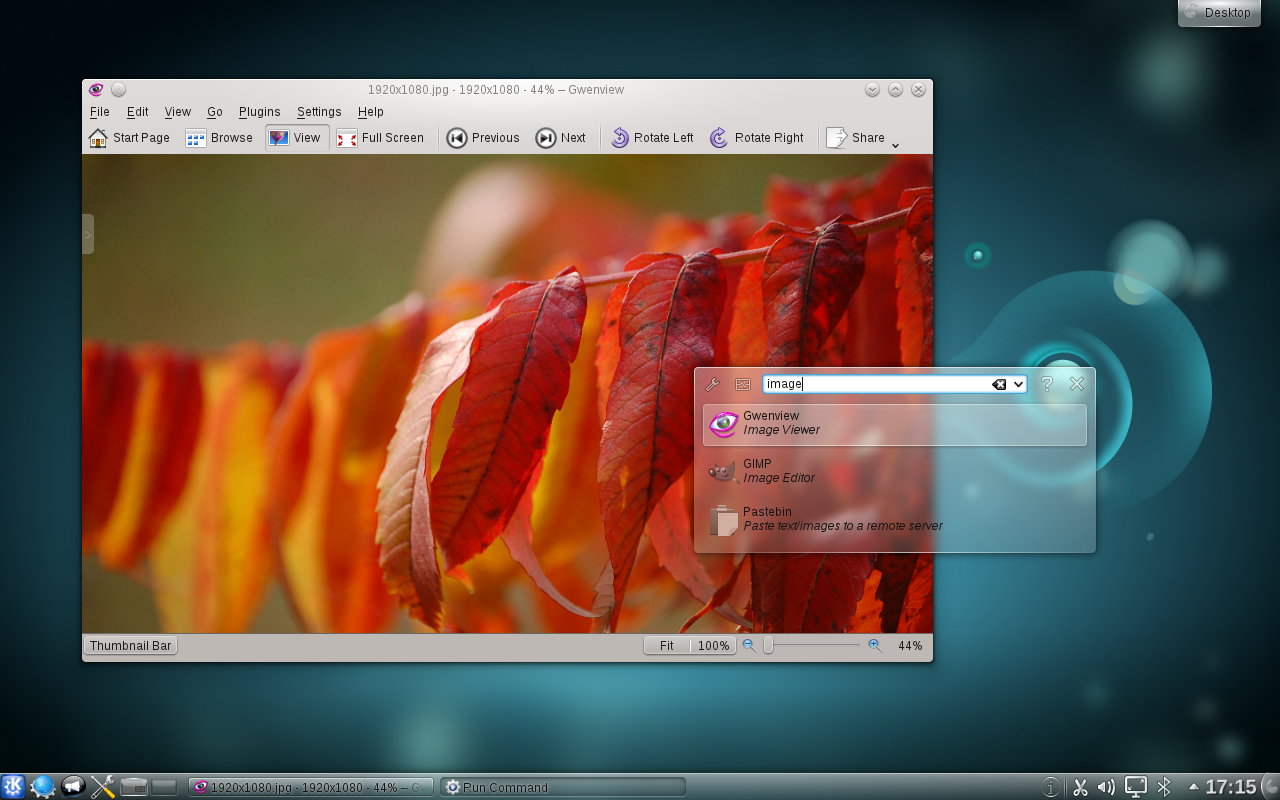
KDE SC 4.6
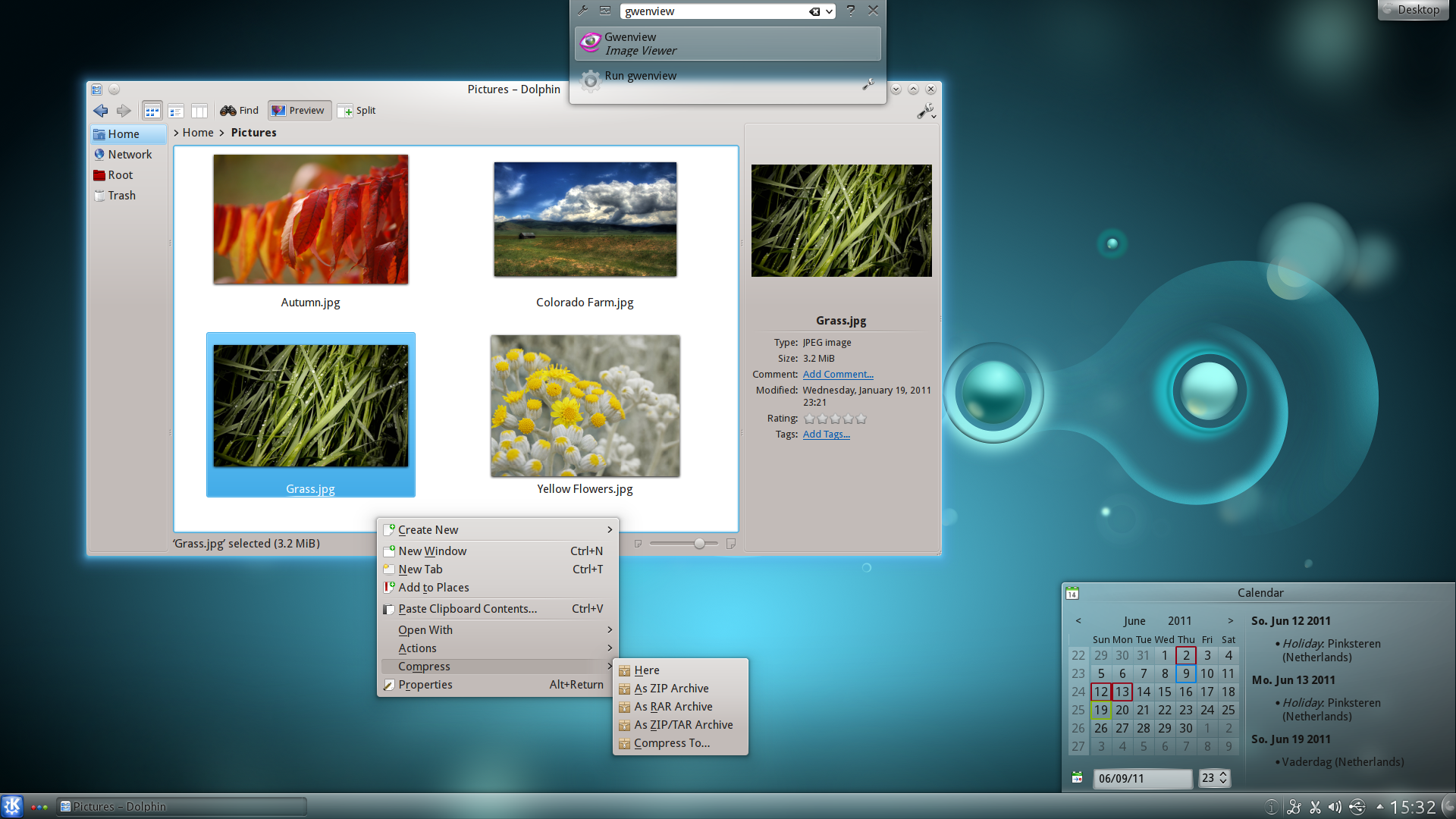
KDE SC 4.7
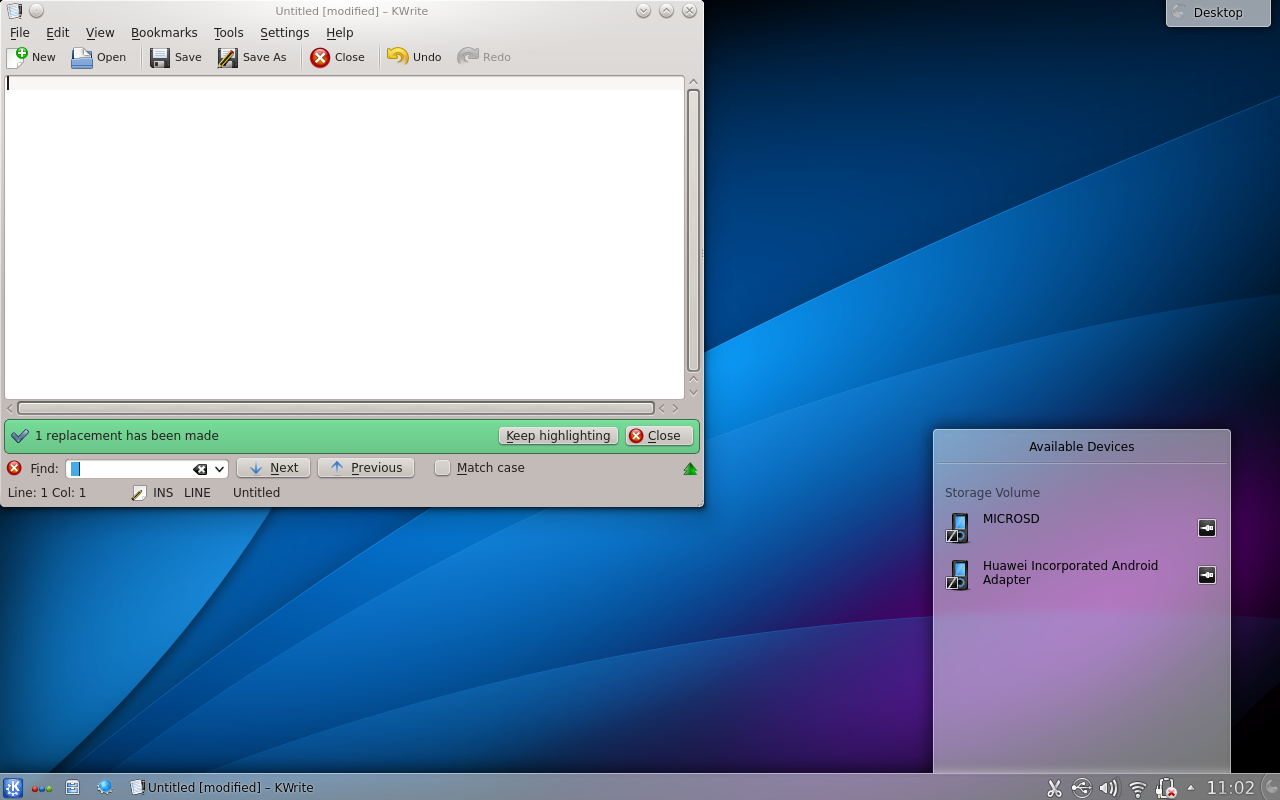
KDE SC 最新版

### KDE Plasma 5
サポート状況についてはSchedules/Plasma 5 - KDE Community Wikiを参照。
| バージョン                 | リリース日     | おもな新機能と変更点 |
| -------------------------- | -------------- | -------------------- |
| 5.0                        | 2014年7月15日  |                      |
| 5.1                        | 2014年10月15日 |                      |
| 5.2                        | 2015年1月27日  |                      |
| 5.3                        | 2015年4月28日  |                      |
| 5.4                        | 2015年8月25日  |                      |
| 5.5                        | 2015年12月8日  |                      |
| 5.6                        | 2016年3月22日  |                      |
| 5.7                        | 2016年7月5日   |                      |
| 5.8 LTS                    | 2016年10月4日  |                      |
| 5.9                        | 2017年1月31日  |                      |
| 5.10                       | 2017年5月30日  |                      |
| 5.11                       | 2017年10月10日 |                      |
| 5.12 LTS                   | 2018年2月6日   |                      |
| 5.13                       | 2018年6月12日  |                      |
| 5.14                       | 2018年10月9日  |                      |
| 5.15                       | 2019年2月12日  |                      |
| 5.16                       | 2019年6月6日   |                      |
| 5.17                       | 2019年10月15日 |                      |
| 5.18 LTS                   | 2020年2月11日  |                      |
| 5.19                       | 2020年6月9日   |                      |
| 5.20                       | 2020年10月13日 |                      |
| 5.21                       | 2021年2月16日  |                      |
| 5.22                       | 2021年6月8日   |                      |
| 5.23                       | 2021年10月14日 |                      |
| 5.24 LTS                   | 2022年2月8日   |                      |
| 5.25                       | 2022年06月14日 |                      |
| 5.26                       | 2022年10月11日 |                      |
| 5.27 LTS                   | 2023年02月14日 |                      |
| 凡例サポート終了サポート中 |                |                      |

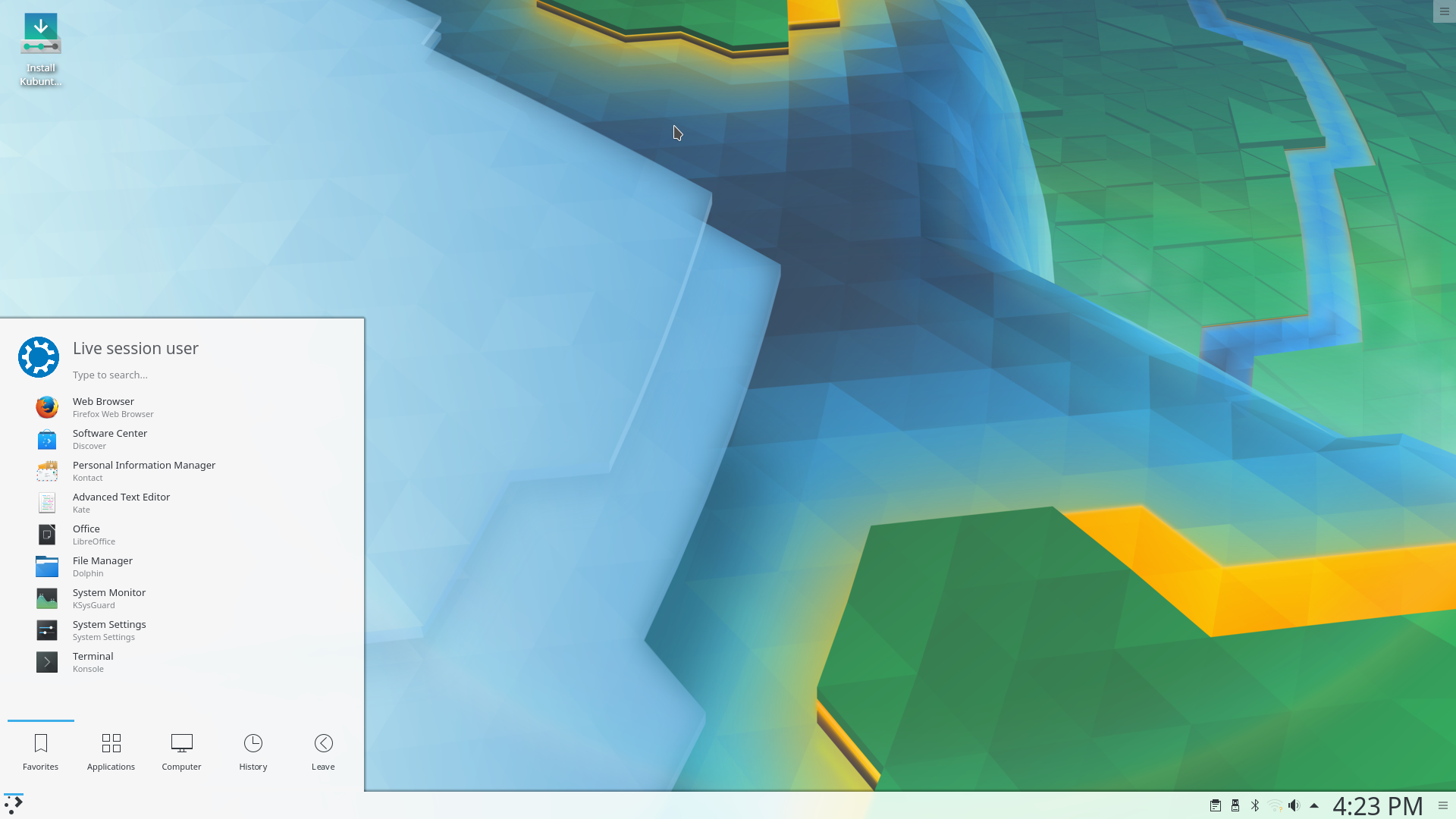
KDE Plasma 5
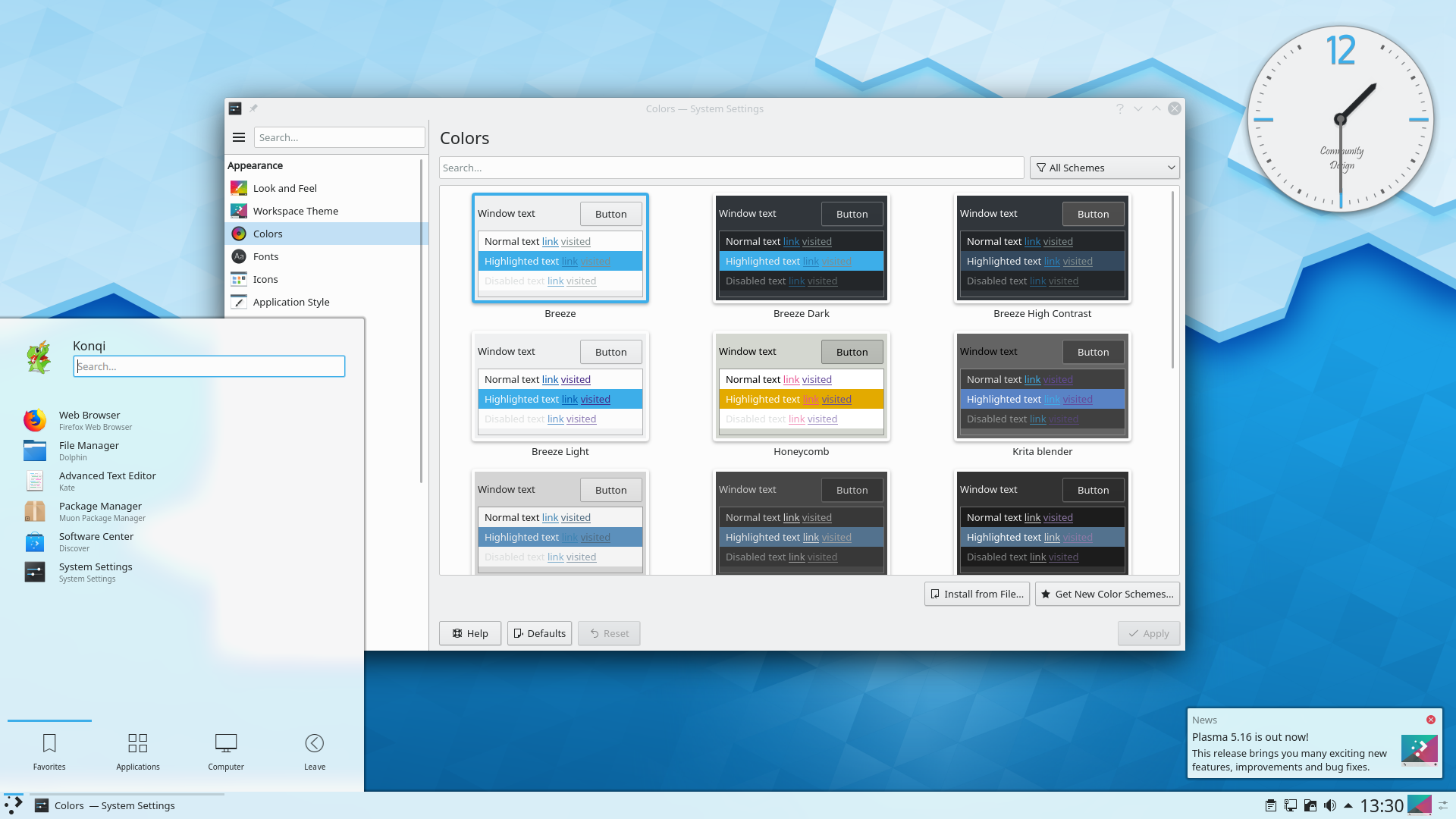
KDE Plasma 5.16

### KDE Plasma 6
| バージョン                                             | リリース日    | おもな新機能と変更点 |
| ------------------------------------------------------ | ------------- | --- |
| 6.0                                                    | 2024年2月28日 | Qt 6とKDE Frameworks 6を採用。デフォルトのディスプレイサーバにWaylandを採用、ルック＆フィール大幅な変更。 |
| 6.1                                                    | 2024年6月18日 | リモートデスクトップの統合 カスタマイズ機能の拡充、セッションの復元機能の改善 |
| 6.2                                                    | 2024年10月8日 | 描画タブレットのサポート向上電源管理の改善、アクセシビリティの向上、ユーザーインターフェースの改良 |
| 6.3                                                    | 2025年2月11日 | グラフィックと表示の改善、システムモニタリングと通知の強化、Kickoffメニューのアイコン表示。 |
| 6.4                                                    | 2025年6月17日 | セッション復元プロトコル、時刻に応じて自動に壁紙を変更する機能の追加、タイリング機能、システムトレイ機能の強化、改良。デスクトップのレイアウト変更機能の増加、タッチスクリーンのバグ修正、外部のマウントされたファイルシステムのエラーチェック機能の追加 |
| 凡例サポート終了サポート中現行バージョン将来のリリース |               | |

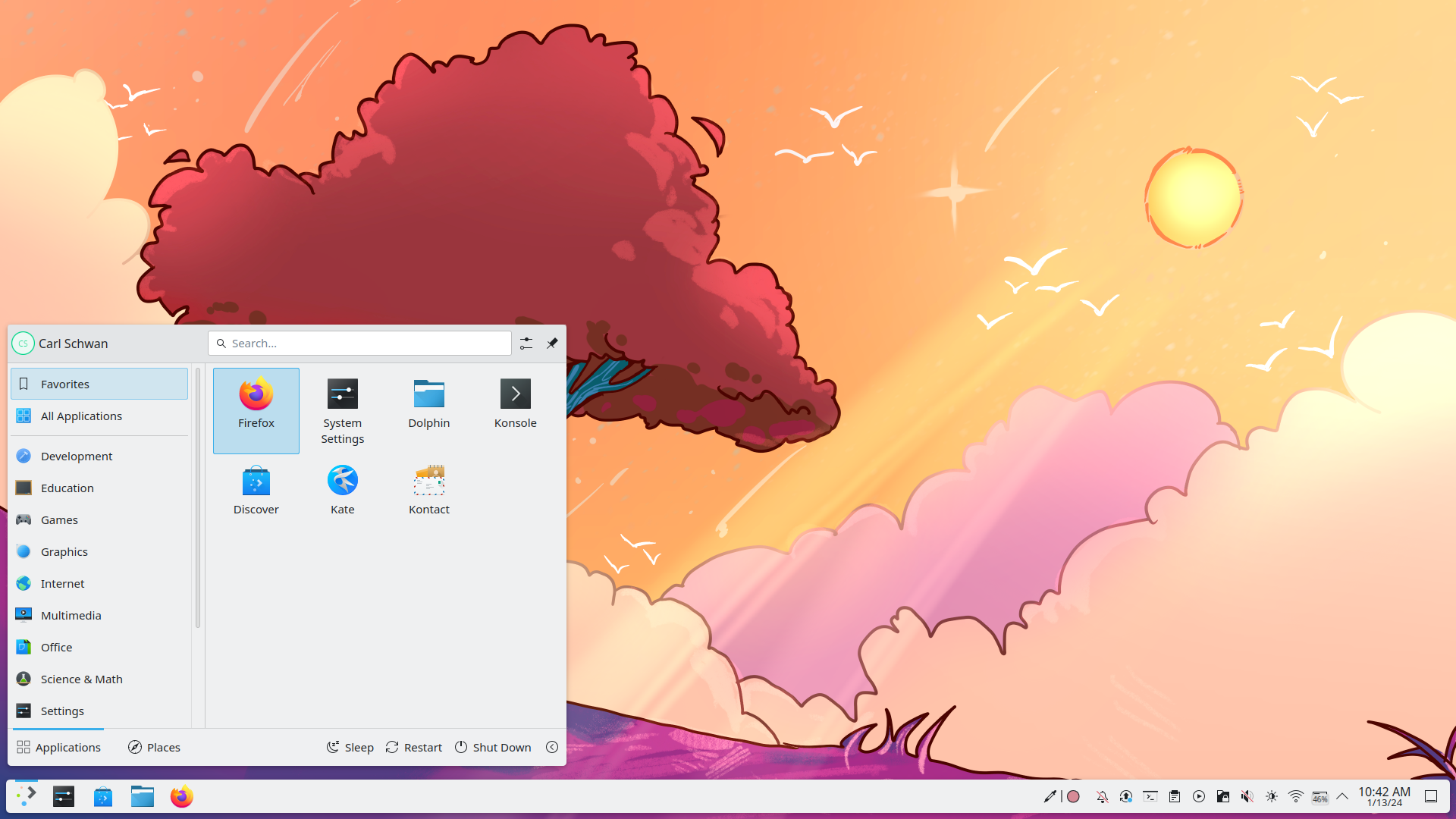
KDE Plasma 6.0
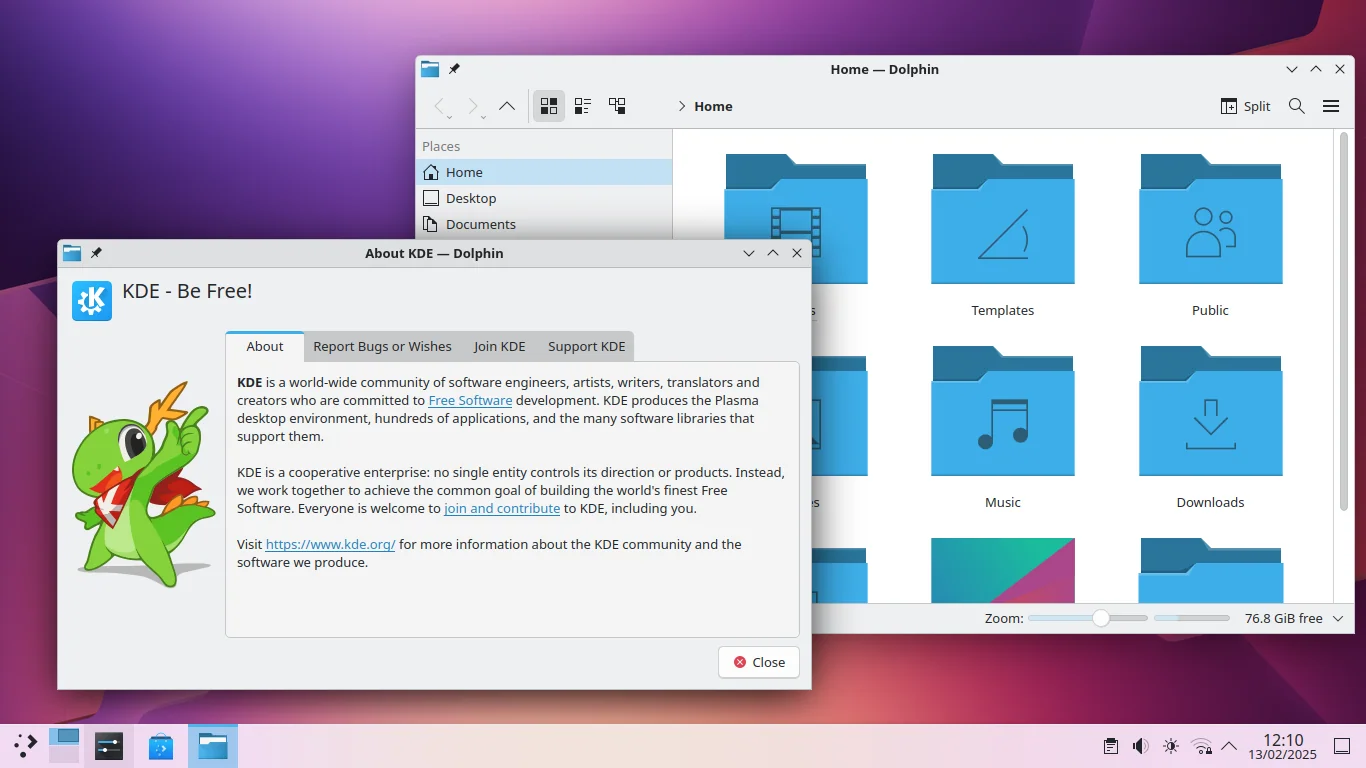
KDE Plasma 6.3